# Carlos IX de França
Carlos IX (Saint-Germain-en-Laye, 27 de junho de 1550 – Vincennes, 30 de maio de 1574) foi o Rei da França de dezembro de 1560 até sua morte. Ele ascendeu ao trono depois da morte de seu irmão mais velho Francisco II.

## Biografia

### Infância

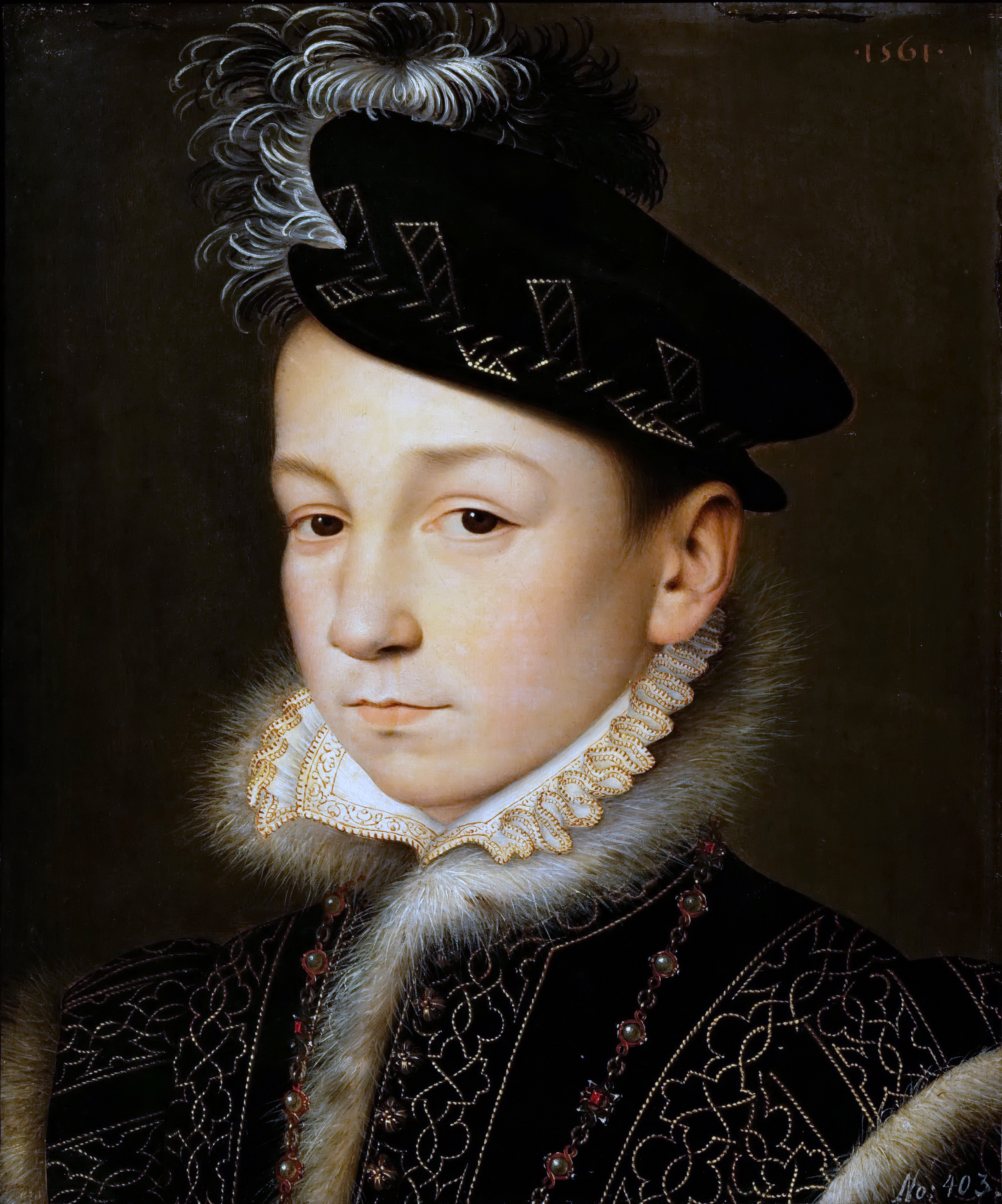
Retrato de Carlos IX pouco depois de aceder ao trono, por François Clouet.

Carlos era o terceiro filho do rei Henrique II de França e Catarina de Médici , no Castelo de Saint-Germain-en-Laye. Denominado desde o nascimento como duque de Angoulême, ele foi criado duque de Orleães após a morte de seu irmão mais velho Luís, o segundo filho de seus pais, que morreu na infância em 24 de outubro de 1550. As crianças reais foram criadas sob a supervisão do governador e governador dos filhos reais, Claude d'Urfé e Françoise d'Humières, sob as ordens de Diane de Poitiers.
Em 14 de maio de 1564, Carlos recebeu a Ordem da Jarreteira de Henry Carey .

### Ascensão ao trono
Seu pai morreu em 1559 e foi sucedido por seu irmão mais velho, o rei Francisco II. Após o breve reinado de Francisco, o filho de dez anos de idade foi imediatamente proclamado rei em 5 de dezembro de 1560. Quando Francisco II morreu, o Conselho Privado designou sua mãe, Catarina de Médici, como governadora da França. Poderes, a princípio atuando como regente para seu jovem filho. Em 15 de maio de 1561, Carlos foi consagrado na catedral de Reims. António de Bourbon, Duque de Vendôme, ele próprio em linha com o trono francês e marido da rainha Joana III de Navarra, foi nomeado tenente-general da França.

### Primeira guerra de religião
O reinado de Carlos foi dominado pelas guerras francesas da religião, que colocaram várias facções umas contra as outras. Os huguenotes, os adeptos franceses do calvinismo, tinham um número considerável de seguidores entre os nobres, enquanto seus inimigos, posteriormente organizados na Liga Católica, eram liderados pela Casa de Guise, um ramo de cadetes da Casa de Lorena. A rainha Catarina, apesar de nominalmente católica, tentou inicialmente estabelecer um curso intermediário entre as duas facções, tentando manter (ou restaurar) a paz e aumentar o poder real.

### Relações com os huguenotes
As facções se envolveram em violência antes mesmo da ascensão de Carlos: em 1560, um grupo de nobres huguenotes em Amboise planejava tentar sequestrar o rei Francisco II e prender os líderes católicos Francisco, Duque de Guise e seu irmão Carlos de Lorena-Guise. O enredo foi descoberto antes do tempo, e os Guises foram preparados, executando centenas de huguenotes. Isto foi seguido por casos de iconoclasmo protestante e represálias católicas.
A regente Catarina tentou promover a reconciliação no Colóquio de Poissy e, depois disso, fez várias concessões aos huguenotes no Édito de Saint-Germain em janeiro de 1562. No entanto, eclodiu a guerra quando alguns servidores da Casa de Guise, na esperança de vingar a tentativa de Amboise. Em Wassy, França, em 1 de março de 1562, Francisco, Duque de Guise e suas tropas atacaram e mataram ou feriram mais de 100 fiéis huguenotes e cidadãos. A tragédia é identificada como o primeiro grande evento nas Guerras religiosas na França.
Luís I de Bourbon-Condé, irmão do tenente-general e suspeito de ser o arquitecto da Conjuração de Amboise , já se preparara para a guerra e, tomando Wassy como pretexto, assumiu o papel de protetor do protestantismo e começou a apoderar-se da guarnição. cidades estratégicas ao longo do Vale do Loire. Em troca, a monarquia revogou as concessões dadas aos huguenotes. Depois que os líderes militares de ambos os lados foram mortos ou capturados em batalhas em Rouen, Dreux e Orleães, o regente mediou uma trégua e emitiu o Edito de Amboise (1563).

### Paz armada

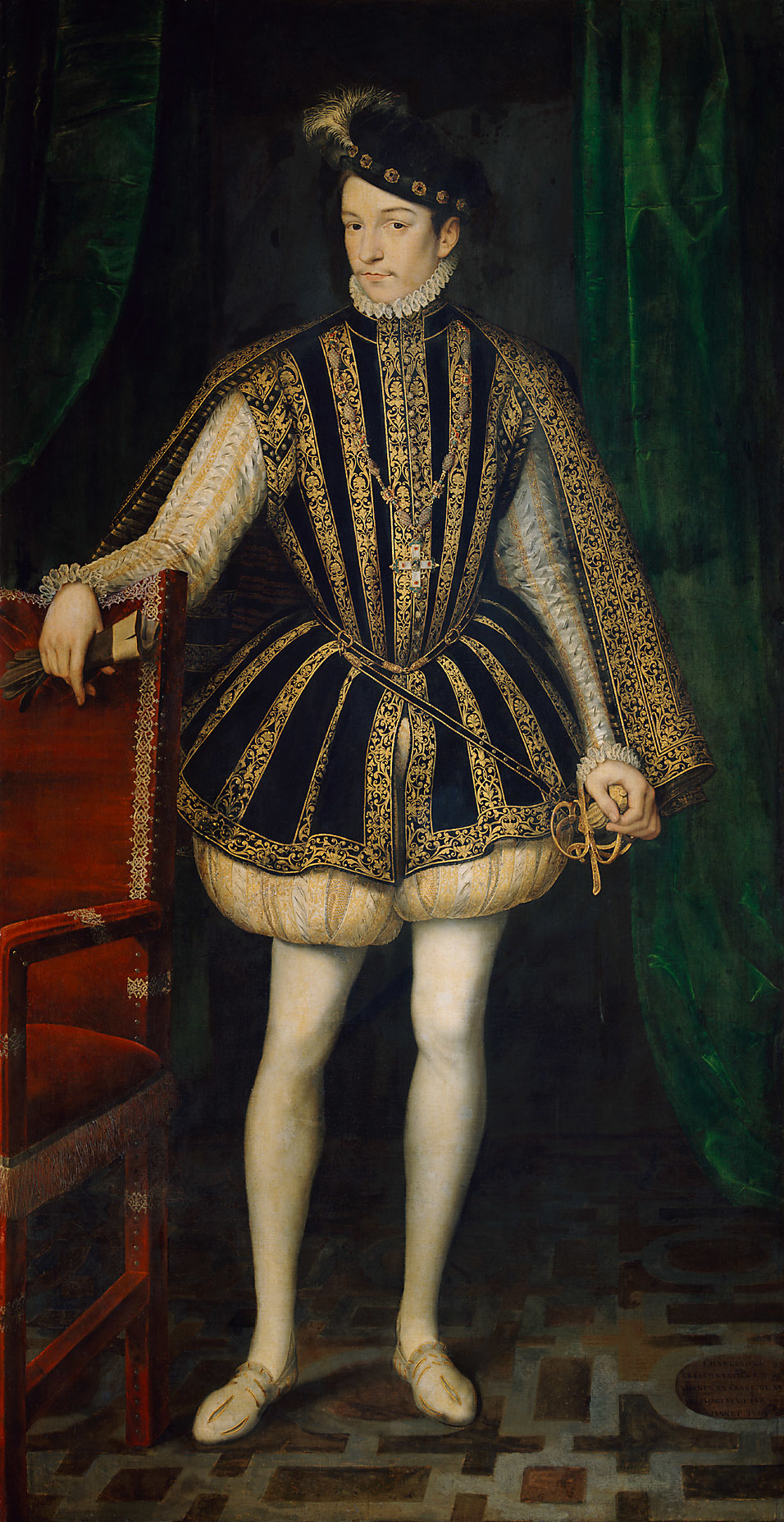
Carlos IX como adulto, de François Clouet.

A guerra foi seguida por quatro anos de uma "paz armada" desconfortável, durante a qual Catarina tentou unir as facções no esforço bem-sucedido de reconquistar Le Havre dos ingleses. Após essa vitória, Carlos declarou sua maioria legal em agosto de 1563, encerrando formalmente a regência. No entanto, Catarina continuaria a desempenhar um papel importante na política e muitas vezes dominou seu filho. Em março de 1564, o rei e sua mãe partiram de Fontainebleau em uma grande excursão pela França. Sua turnê durou dois anos e os trouxe através de Bar, Lyon, Salon-de-Provence (onde visitaram Nostradamus), Carcassonne, Toulouse (onde o rei e seu irmão mais novo Henrique foram confirmados ), Bayonne , La Rochelle e Moulins. Durante essa viagem, Carlos IX publicou o Edito de Roussillon, que padronizou o primeiro de janeiro como o primeiro dia do ano em toda a França.

### Segunda e terceira guerra de religião
A guerra estourou novamente em 1567, depois que relatos de iconoclastia em Flandres levaram Carlos a apoiar os católicos de lá. Os huguenotes, temendo que um ataque católico fosse iminente, tentaram sequestrar o rei em Meaux , tomaram várias cidades e massacraram católicos em Nîmes em uma ação conhecida como a Michelada. A Batalha de Saint-Denis resultou em uma derrota huguenote e a morte de Anne de Montmorency, o comandante em chefe real, e a curta guerra terminou em 1568 com a Paz de Longjumeau . Os privilégios concedidos aos protestantes foram amplamente opostos, no entanto, levando ao seu cancelamento e à retomada da guerra. A república holandesa, Inglaterra e Navarra intervieram no lado protestante, enquanto a Espanha, a Toscana e o papa Pio V apoiaram os católicos. Finalmente, a dívida real e o desejo do rei de buscar uma solução pacífica levaram a outra trégua, o Tratado de Saint-Germain-en-Laye, em agosto de 1570, que novamente concedeu concessões aos huguenotes.

### Casamento e Filhos
Em 26 de novembro de 1570, Carlos casou-se com Isabel da Áustria, com quem gerou uma filha, Maria Isabel da França. Em 1573, Carlos foi pai de um filho ilegítimo, Carlos de Valois-Angoulême, com sua amante, Maria Touchet.

### A ascendência de Coligny e o massacre

Monograma Real

Após a conclusão da Paz de Saint-Germain-en-Laye em 1570, o rei ficou cada vez mais sob a influência do almirante Gaspar II de Coligny , que sucedeu o príncipe morto de Condé como líder dos huguenotes após a batalha de Jarnac em 1569. Catarina, no entanto, tornou-se cada vez mais temerosa do poder descontrolado de Coligny, especialmente desde que ele estava buscando uma aliança com a Inglaterra e os holandeses. Coligny também foi odiado por Henrique, duque de Guise, que acusou o almirante de ter ordenado o assassinato de seu pai Francisco, Duque de Guise durante o cerco de Orléans em 1562.
Durante o acordo de paz, um casamento foi arranjado entre a irmã de Carlos, Margarida de Valois, e Henrique de Navarra, o futuro rei Henrique IV, que na época era herdeiro do trono de Navarra e um dos principais huguenotes. Muitos nobres huguenotes, incluindo o almirante de Coligny, invadiram Paris para o casamento, que foi marcado para 18 de agosto de 1572. Em 22 de agosto, uma tentativa fracassada da vida de Coligny deixou a cidade em estado de apreensão, tanto os huguenotes como os católicos parisienses. temia um ataque do outro lado.
Nesta situação, no início da manhã de 24 de agosto de 1572, o duque de Guise mudou-se para vingar seu pai e assassinou Coligny em seus aposentos. Quando o corpo de Coligny foi jogado na rua, os parisienses mutilaram o corpo. A ação da massa irrompeu no massacre da noite de São Bartolomeu , um massacre sistemático de huguenotes que duraria cinco dias. Henrique de Navarra conseguiu evitar a morte prometendo converter-se ao catolicismo. Nas próximas semanas, a doença se espalhou para mais cidades na França. No total, até 10 000 huguenotes foram mortos em Paris e nas províncias.
Embora os massacres enfraquecessem o poder huguenote, eles também reacenderam a guerra, que só cessou depois que o Edito de Boulogne, em 1573, concedeu anistia aos huguenotes e limitou a liberdade religiosa. No entanto, no ano de 1574, houve um fracassado golpe huguenote em Saint-Germain e revoluções huguenotes bem-sucedidas na Normandia, no Poitou e no vale do Ródano, preparando o terreno para outra rodada de guerra.

### Declínio e Morte

Gravura de Carlos IX

No rescaldo do massacre, a frágil constituição mental e física do rei enfraqueceu-se drasticamente. Seus humores variavam de jactância sobre a extremidade do massacre a exclamações que os gritos dos huguenotes assassinados continuavam a soar em seus ouvidos. Freneticamente, ele culpou alternadamente a si mesmo - "Que sangue derramado! Que assassinatos!", Ele gritou para sua enfermeira. "Que conselho maligno tenho seguido! Ó meu Deus, perdoa-me ... Estou perdido! Estou perdido!" - ou sua mãe - "Quem além de você é a causa de tudo isso? O sangue de Deus, você é a causa de tudo!" Catarina respondeu declarando que ela tinha um lunático por um filho.
A condição física de Carlos, tendendo à tuberculose, deteriorou-se a ponto de, na primavera de 1574, sua tosse rouca se tornar sangrenta e sua hemorragia se tornar mais violenta.
Em seu último dia, 30 de maio de 1574, Carlos chamou Henrique de Navarra, abraçou-o e disse: "Irmão, você está perdendo um bom amigo. Se eu acreditasse em tudo o que me disseram, você não estaria vivo. Mas eu sempre Amei você ... Eu confio em você sozinho para cuidar de minha esposa e filha. Ore por Deus para mim. Adeus".
Carlos IX morreu no Château de Vincennes, com 23 anos de idade. Como seu irmão mais novo, Henrique, Duque de Anjou, havia sido recentemente eleito rei da Polônia e estava fora da França, sua mãe Catarina retomou a regência até o retorno de Henrique da Polônia.

## Livro sobre Caça
Carlos tinha interesse em caça e escreveu um livro sobre o assunto, La Chasse Royale, que foi publicado muito depois de sua morte, em 1625. É uma fonte valiosa para os interessados na história dos cães e da caça.